# 庶妃杨氏
庶妃楊氏，出身不詳。清朝順治帝之庶妃。

## 生平
目前並不清楚楊氏是在何時被順治帝收為後宮主位。楊氏的初始位份應為格格級，因為順治朝的福晉級嬪御多為蒙古王公之女，而小福晉級嬪御多為八旗出身，並且曾經為順治帝生育子女。
順治十年十二月初二日子時，楊氏生順治帝第二女和碩恭愨長公主。順治十二年，揚州傳聞奉旨採買淑女時，順治帝特意澄清：「太祖、太宗制度，宮中從無漢女，且朕素奉皇太后慈訓，豈敢妄行。即天下太平之後，尚且不為，何况今日」，可見當時已入宮的楊氏並非民籍出身。康熙八年，楊氏與順治帝的其他幾位遺孀一起遷居到長春宮。康熙九年，順治帝的遺孀內有六位小福晉，其中董鄂氏、 穆克圖氏和唐氏的待遇略高於楊氏等小福晉。孝東陵內葬有十七位格格，目前並不能確定庶妃楊氏是否為其中一員。